# Дзюдо на Европейских играх 2019
Дзюдо на Европейских играх 2019 года — соревнования по дзюдо на Европейских играх 2019, совмещённые с первенством континента. Проходили в столице Белоруссии, в городе Минске с 22 по 25 июня на площадках спортивного комплекса Чижовка-Арена. Эти соревнования стали 68-м чемпионатом Европы по дзюдо. Было разыграно 15 комплектов наград. В соревнованиях приняли участие 400 спортсменов.

## Календарь
| ЦО | Церемония открытия | ● | Квалификации | 2 | Финалы соревнований | ЦЗ | Церемония закрытия |

| Июнь  | Июнь  | 21 Пт | 22 Сб | 23 Вс | 24 Пн | 25 Вт | 26 Ср | 27 Чт | 28 Пт | 29 Сб | 30 Вс | Медали |
| ----- | ----- | ----- | ----- | ----- | ----- | ----- | ----- | ----- | ----- | ----- | ----- | ------ |
| Дзюдо | Дзюдо |       | 5     | 4     | 5     | 1     |       |       |       |       |       | 15     |

## Медали

### Мужчины
| Весовая категория | Золото           | Серебро             | Бронза                               |
| ----------------- | ---------------- | ------------------- | ------------------------------------ |
| до 60 кг          | Лукум Чхвимиани  | Франсиско Гарригос  | Йорре Ферстрэтен Амиран Папинашвили  |
| до 66 кг          | Георгий Зантарая | Маттео Медвес       | Баграт Ниниашвили Важа Маргвелашвили |
| до 73 кг          | Томми Масиас     | Рустам Оруджев      | Хидаят Гейдаров Георгиос Азоидис     |
| до 81 кг          | Маттиас Кассе    | Ивайло Иванов       | Лука Майсурадзе Аттила Унгвари       |
| до 90 кг          | Микаил Озерлер   | Ли Кохман           | Мамедали Мехдиев Хусен Халмурзаев    |
| до 100 кг         | Арман Адамян     | Варлам Липартелиани | Эльмар Гасымов Сириль Маре           |
| свыше 100 кг      | Гурам Тушишвили  | Инал Тасоев         | Штефан Хеги Хенк Грол                |

### Женщины
| Весовая категория | Золото             | Серебро          | Бронза                            |
| ----------------- | ------------------ | ---------------- | --------------------------------- |
| до 48 кг          | Дарья Белодид      | Ирина Долгова    | Хулия Фигероа Маруша Штангар      |
| до 52 кг          | Майлинда Кельменди | Наталья Кузютина | Амандин Бюшар Челси Джайлс        |
| до 57 кг          | Дарья Межецкая     | Нора Гьякова     | Паулина Штарке Телма Монтейру     |
| до 63 кг          | Кларисс Агбеньену  | Алис Шлезингер   | Санне Вермеер Мария Чентраккьо    |
| до 70 кг          | Марго Пино         | Санне ван Дейк   | Барбара Матич Анна Бернхольм      |
| до 78 кг          | Клара Апотекар     | Гюше Стенхёйс    | Лориана Кука Мадлен Малонга       |
| свыше 78 кг       | Марина Слуцкая     | Лариса Церич     | Ирина Киндзерская Ксения Чибисова |

### Командные соревнования
| Дисциплина                       | Золото | Серебро | Бронза |
| -------------------------------- | --- | --- | --- |
| Смешанные командные соревнования | Россия · Алёна Прокопенко · Дарья Межецкая · Ксения Чибисова · Муса Могушков · Инал Тасоев · Хусен Халмурзаев | Португалия · Барбара Тиму · Телма Монтейру · Рошелеш Нуньеш · Жоржи Фернандеш · Жоржи Фонсека · Анри Эгутидзе | Франция · Присцилла Ньето · Анн Байро · Мари-Ив Гайе · Сириль Маре · Аксель Клерже                             |
| Смешанные командные соревнования | Россия · Алёна Прокопенко · Дарья Межецкая · Ксения Чибисова · Муса Могушков · Инал Тасоев · Хусен Халмурзаев | Португалия · Барбара Тиму · Телма Монтейру · Рошелеш Нуньеш · Жоржи Фернандеш · Жоржи Фонсека · Анри Эгутидзе | Австрия · Сабрина Фильцмозер · Бернадетте Граф · Михаэла Поллерес · Лукас Райтер · Штефан Хеги · Марко Бубанья |

### Общий зачёт
| Общее количество медалей |                      |        |         |        |       |
| Место                    | Страна               | Золото | Серебро | Бронза | Всего |
| 1                        | Россия               | 3      | 3       | 2      | 8     |
| 2                        | Грузия               | 2      | 1       | 4      | 7     |
| 3                        | Франция              | 2      | 0       | 4      | 6     |
| 4                        | Украина              | 2      | 0       | 0      | 2     |
| 5                        | Косово               | 1      | 1       | 1      | 3     |
| 6                        | Бельгия              | 1      | 0       | 1      | 2     |
| 6                        | Швеция               | 1      | 0       | 1      | 2     |
| 6                        | Словения             | 1      | 0       | 1      | 1     |
| 9                        | Турция               | 1      | 0       | 0      | 1     |
| 10                       | Беларусь             | 1      | 0       | 0      | 1     |
| 11                       | Азербайджан          | 0      | 1       | 4      | 5     |
| 11                       | Нидерланды           | 0      | 2       | 2      | 4     |
| 13                       | Испания              | 0      | 1       | 1      | 2     |
| 13                       | Великобритания       | 0      | 1       | 1      | 2     |
| 13                       | Италия               | 0      | 1       | 1      | 2     |
| 13                       | Португалия           | 0      | 1       | 1      | 2     |
| 17                       | Болгария             | 0      | 1       | 0      | 1     |
| 18                       | Босния и Герцеговина | 0      | 1       | 0      | 1     |
| 19                       | Израиль              | 0      | 1       | 0      | 1     |
| 20                       | Австрия              | 0      | 0       | 2      | 1     |
| 21                       | Хорватия             | 0      | 0       | 1      | 1     |
| 21                       | Германия             | 0      | 0       | 1      | 1     |
| 21                       | Греция               | 0      | 0       | 1      | 1     |
| 21                       | Венгрия              | 0      | 0       | 1      | 1     |
| Всего                    | Всего                | 15     | 15      | 30     | 60    |